# Amadeusz Majerczyk
Amadeusz "Kuba" Majerczyk (ur. 18 października 1966 w Lublinie) – polski perkusista, długoletni członek zespołów Tie Break i Young Power.

## Życiorys
Dzieciństwo spędził w Świdniku. Grać na perkusji zaczął w wieku około 12 lat. Pierwsze zespoły w których grał to: Czerwona Brzytwa, Snopy, Patologia Ciąży i Heaven Blues (późniejsza Mafia). Współpracował m.in. z Grzegorzem Ciechowskim, Obywatel G.C., Anną Marią Jopek, Justyną Steczkowską, Stanisławem Sojką, Martyną Jakubowicz, Antoniną Krzysztoń, Young Power, Anitą Lipnicką i Johnem Porterem, Bajmem, Beatą Kozidrak, Urszulą i Jumbo, Markiem Kościkiewiczem, Marcinem Rozynkiem, Lidią Kopanią, Hot Asterix, Oddziałem Zamkniętym, Cree.

## Dyskografia

### Tie Break
- 1991 – Gin gi lob
- 1995 – Poezje ks. Jana Twardowskiego, Edycja św. Pawła
- 1995 – retrospekcja. koncert. Kraków

### Wybrana dyskografia
- 1992 – Urszula: Urszula & Jumbo
- 1992 – Obywatel G.C.: Obywatel świata
- 1993 – Czarne Komety z Południa: Roman Wojciechowski & Czarne Komety z Południa[1]
- 1993 – Universe: Ciągle szukam drogi
- 1995 – Mateusz Pospieszalski: Matika
- 1995 – Yanina: Portret wewnętrzny
- 1996 – Justyna Steczkowska: Dziewczyna szamana
- 1996 – Marek Kościkiewicz: Tajemnice
- 1996 – Izabela Trojanowska: Chcę inaczej
- 1997 – Anna Maria Jopek: Ale jestem
- 1998 – Martyna Jakubowicz: Skórka pomarańczy
- 1998 – Beata Kozidrak: Beata
- 1999 – Anna Maria Jopek: Jasnosłyszenie
- 2000 – Antonina Krzysztoń: Wołanie
- 2000 – Anita Lipnicka: Moje oczy są zielone
- 2000 – Wojciech Kilar: The Best
- 2005 – Beata Kozidrak: Teraz płynę
- 2006 – Anita Lipnicka i John Porter: Other Stories
- 2007 – Obywatel G.C.: Obywatel G.C. LIVE
- 2010 – Antonina Krzysztoń: Turkusowy stół

## Filmografia
- 1991: Obywatel świata - wykonanie muzyki